# Disasterpieces
Disasterpieces ist ein Video- und Livealbum der US-amerikanischen Metal-Band Slipknot. Es erschien am 25. November 2002 über das Label Roadrunner Records. Die DVD ist von der FSK ab 16 Jahren freigegeben.

## Inhalt
Das Album enthält einen Live-Mitschnitt des Konzerts der Band am 16. Februar 2002 vor 15.000 Zuschauern in der Docklands Arena in London. Die gespielten Lieder stammen von den beiden bis zu diesem Zeitpunkt veröffentlichten Studioalben Slipknot (acht Songs) und Iowa (sieben Stücke).
Die zweite DVD beinhaltet fünf Musikvideos sowie den Audiotrack Purity.

## Covergestaltung
Das Albumcover ist in Schwarz-weiß gehalten und zeigt das Slipknot-Logo, umgeben von einem Stern und einem Kreis. Darüber bzw. darunter befinden sich die Schriftzüge Slipknot sowie Disasterpieces in Grau. Der Hintergrund ist komplett schwarz.

## Titelliste
DVD 1 (Konzert):
| #  | Titel              | Länge | Album    |
| -- | ------------------ | ----- | -------- |
| 1  | People = Shit      | 11:36 | Iowa     |
| 2  | Liberate           | 3:47  | Slipknot |
| 3  | Left Behind        | 3:29  | Iowa     |
| 4  | Eeyore             | 6:29  | Slipknot |
| 5  | Disasterpiece      | 7:43  | Iowa     |
| 6  | Purity             | 4:22  | Slipknot |
| 7  | Gently             | 7:46  | Iowa     |
| 8  | Eyeless            | 11:57 | Slipknot |
| 9  | My Plague          | 3:55  | Iowa     |
| 10 | New Abortion       | 4:53  | Iowa     |
| 11 | The Heretic Anthem | 4:48  | Iowa     |
| 12 | Spit It Out        | 7:42  | Slipknot |
| 13 | Wait and Bleed     | 5:48  | Slipknot |
| 14 | (Sic)              | 5:06  | Slipknot |
| 15 | Surfacing          | 9:24  | Slipknot |

DVD 2 (Musikvideos):
| # | Titel                        | Länge |
| - | ---------------------------- | ----- |
| 1 | My Plague                    | 2:57  |
| 2 | Left Behind (Director’s Cut) | 3:38  |
| 3 | Wait and Bleed               | 3:09  |
| 4 | Wait and Bleed (animiert)    | 3:19  |
| 5 | Spit It Out                  | 3:00  |
| 6 | Purity (Audio)               | 4:14  |

## Rezeption

### Rezensionen
| Professionelle Bewertungen | Professionelle Bewertungen |
| -------------------------- | -------------------------- |
| Kritiken                   |                            |
| Quelle                     | Bewertung                  |
| laut.de                    | [ 2 ]                      |

Die Internetseite laut.de bewertete das Album mit vier von möglichen fünf Punkten: Dabei wurde der technische Aufwand gelobt und die Show, die Effekte und die Umsetzungen als gelungen bezeichnet.

### Chartplatzierungen
| ChartsChartplatzierungen       | Höchstplatzierung | Wochen |
| ------------------------------ | ----------------- | ------ |
| Österreich (Ö3)                | 3 (10 Wo.)        | 10     |
| Vereinigte Staaten (Billboard) | 3 (… Wo.)         | …      |
| Vereinigtes Königreich (OCC)   | 6 (20 Wo.)        | 20     |

### Auszeichnungen für Musikverkäufe
Das Videoalbum erhielt in Deutschland 2005 für mehr als 25.000 verkaufte Exemplare eine Goldene Schallplatte. In den Vereinigten Staaten wurde das Album für über 400.000 Verkäufe im Jahr 2005 mit 4-fach-Platin ausgezeichnet.

| Land/Region                  | Auszeichnungen für Musikverkäufe (Land/Region, Auszeichnung, Verkäufe) | Verkäufe |
| ---------------------------- | ---------------------------------------------------------------------- | -------- |
| Australien (ARIA)            | Gold                                                                   | 7.500    |
| Deutschland (BVMI)           | Gold                                                                   | 25.000   |
| Frankreich (SNEP)            | Gold                                                                   | 10.000   |
| Kanada (MC)                  | 3× Platin                                                              | 30.000   |
| Vereinigte Staaten (RIAA)    | 4× Platin                                                              | 400.000  |
| Vereinigtes Königreich (BPI) | Gold                                                                   | 25.000   |
| Insgesamt                    | 4× Gold · 7× Platin ·                                                  | 497.500  |

Hauptartikel: Slipknot/Auszeichnungen für Musikverkäufe